# Journal of the Mathematical Society of Japan
Journal of the Mathematical Society of Japan is een internationaal, aan collegiale toetsing onderworpen wetenschappelijk tijdschrift op het gebied van de wiskunde.
De naam wordt in literatuurverwijzingen meestal afgekort tot J. Math. Soc. Jpn. of JMSJ.
Het tijdschrift is opgericht in 1948.
Het wordt uitgegeven door de Japanse Vereniging voor Wiskunde en verschijnt 4 keer per jaar.